# Polana celata
Polana celata är en insektsart som beskrevs av Fowler 1903. Polana celata ingår i släktet Polana och familjen dvärgstritar. Inga underarter finns listade i Catalogue of Life.